# دائرة تسابيت
دائرة تسابيت هي أحد دوائر ولاية أدرار الجزائرية. وتضم بلديتين هما:
- تسابيت
- السبع